# دهستان میش خاص
دهستان میش خاص، یکی از دهستان‌های بخش سیوان شهرستان ایلام در استان ایلام ایران است. مرکز این دهستان، روستای میدان است. 450 هکتار از اراضی میشخاص زیر کشت محصولات باغی است و غالب محصولات این منطقه گردو، هلو، زردآلو، انجیر و گوجه است که برای خرید این محصولات مردم از جای جای استان به این منطقه سفر می کنند. منطقه زیبا و سرسبز میشخاص که به عنوان نگین ایلام شناخته شده است به دلیل سرسبزی و درختان سر به فلک کشیده آن جزء مناطق بکر و دیدنی استان ایلام است. تپه باستانی «دره‌کاو» زردآلو آباد میشخاص، اثری بازمانده از به عصر مفرغ و دوره تاریخی است.

## جمعیت
بر پایه سرشماری عمومی نفوس و مسکن در سال ۱۳۹۵، جمعیت دهستان میش خاص برابر با ۲٬۲۳۰ نفر بوده‌است.